# MBC 뉴스와 논평
《MBC 뉴스와 논평》은 MBC 표준FM에서 방송했던 뉴스 프로그램이다. 아나운서의 5분 뉴스 이후 MBC 논평이 이어진다. 논평은 MBC TV의 뉴스프로그램 MBC 뉴스투데이를 통해 TV로 방송된다. 대구문화방송, 광주문화방송, 대전문화방송, 전주문화방송 등에서 로컬뉴스와 로컬프로그램을 방송한다. 2012년 3월 12일부터 MBC 논평은 MBC 뉴스포커스의 코너로 편성되었다.

## 진행
- 메인: 김완태, 신동진 아나운서
- MBC 논평: MBC 논설위원